# Gueugnon
Gueugnon là một xã ở tỉnh Saône-et-Loire, Pháp. Xã có nhà máy thép Ugine Gueugnon, do Arcelor quản lý. Đô thị kết nghĩa của Gueugnon là Otterberg, Đức.

## Thông tin nhân khẩu
Theo điều tra dân số năm 1999 này có dân số 8.563 người. Dân số năm 2006 ước khoảng 7.910 người.